# Саласака
Ця стаття про містечко. Для посилання на народ див. Саласакас.
Саласака (кечуа, ісп. Salasaca) — містечко, розташоване в провінції Тунґурауа в центральному Еквадорі, на півшляху між містами Амбато і Баньйос. Його населення становить близько 12 000 мешканців, переважно індіанців народу саласакас. Мовою містечка є переважно кечуа, а головною економічною діяльністю — сільське господарство, скотарство та виробництво народних виробів.
Місцеві ремісницькі вироби включають такі вироби, як гобелени, що виготовляються уручну з використанням традиційних технологій. Зазвичай вони забражують сцени життя індіанців. На центральній площі містечка розташований ринок під назвою Plaza de los Artes — «Площа мистецтв».
Також містеві мешканці відомі своєю музикою, що є варіантом андійської музики з використанням флейти і барабану. Сучасні саласакас також використовують іноземні мелодії на додаток до традиційних.
В червні у містечку проводиться фестиваль Інті-Раймі, який відвідують багато корінних мешканців Еквадорських Анд («Сьєрри»). Проте, на відміну від фестиваля в Куско, голованим персонажем фестивалю є Varayuk або мер містечка.

## Ресурси Інтернету
- Інті-Раймі в Саласаці 2003 (нім.)
- Hostal Inkahuasi, located in Salasaca

1°20′07″ пд. ш. 78°33′58″ зх. д. / 1.33528° пд. ш. 78.56611° зх. д.
| Еквадор | Це незавершена стаття з географії Еквадору. Ви можете допомогти проєкту, виправивши або дописавши її. |